# Йохан фон Байхлинген
Йохан (II) фон Байхлинген (на немски: Johann (II) von Beichlingen; * ок. 1425; † 1485) е граф на Байхлинген.
Той е единствен син на граф Фридрих XV фон Байхлинген († 1426) и Агнес фон Хонщайн-Келбра († сл. 1458), дъщеря на граф Хайнрих VI фон Хонщайн-Келбра († 1455) и Маргарета фон Вайнсберг († сл. 1432). Баща му е убит в битката при Аусиг на 15 юни 1426 г. Потомък е на Куно фон Нортхайм († 1103), граф на Байхлинген. Майка му Агнес се омъжва втори път 1434 г. за граф Адолф I фон Глайхен-Тона († 1456).
Така той е полубрат на Анна фон Глайхен-Тона († 22 март 1481), омъжена пр. 22 февруари 1451 г. за Бруно VI фон Кверфурт († 26 февруари 1496).
Йохан фон Байхлинген умира през 1485 г. и е погребан в Олдислебен.

## Фамилия
Йохан фон Байхлинген се жени 1459 г. в Нордхаузен за Маргарета фон Мансфелд (* ок. 1445; † сл. 3 ноември 1468), дъщеря на граф Фолрад II фон Мансфелд († 1450) и принцеса Маргарета от Силезия-Прибус-Саган († 1491), дъщеря на херцог Йохан I от Силезия-Глогов-Саган († 1439). Те имат децата:
- Каспар († сл. 13 май 1494)
- Адам († 24 юли 1538), граф на Байхлинген, женен I. за София фон Сайн (1471 – 1508); II. 1511 за Катарина фон Хесен († 1525), дъщеря на ландграф Вилхелм I фон Хесен
- Фридрих XVII († между 1 януари и 22 септември 1543), домхер в Св. Гереон (1493 – 1505), приор в Св. Гереон (1510 – 1533), каноник в Св. Ламберт, Лиеж (1517), каноник в Диткирхен (1523 – 1529), катедрален дякон в Страсбург (1542)
- Анна († сл. 1482), монахиня във Франкенхаузен
- Фелицитас (* ок. 1440; † сл. 1498), омъжена I. пр. 28 май 1484 г. за граф Карл I фон Глайхен-Бланкенхайн (ок. 1450 – 1495), II. 1498 г. за граф Ернст IV фон Хонщайн-Клетенберг (ок. 1440 – 1508)
- Мехтилд/Маргарета († 11 декември 1534), приорес в Елтен (1508), приорес в Есен (1509), абатиса на Фреден (1511 – 1523), абатиса на Есен (1525 – 1534), погребана във Фреден
- д-р Херман IV фон Байхлинген († сл. 1484), каноник в Св. Севери в Ерфурт
- Агнес († сл. 1509), дяконеса в Есен